# Bobo Craxi
Vittorio Michele Craxi, generalment conegut com a Bobo Craxi (Milà, 6 d'agost de 1964), és un polític italià, fill de l'antic primer ministre italià Bettino Craxi i germà d'Stefania Craxi.
Anteriorment membre destacat del Partit Socialista italià i de la Lliga Socialista, fou un dels fundadors del Nou Partit Socialista italià (NPSI) el 2001.
Fou elegit diputat al Congrés italià per la demarcació de Trapani en les eleccions legislatives de 2001 dins de la coalició electoral de centre-dreta Casa de les Llibertats, sent-ne membre fins al 2006.
Va deixar el NPSI el gener de 2006 després del rebuig, per un tribunal judicial, de la seva reclamació d'haver-hi estat elegit nou Secretari nacional.
Va fundar un moviment nou, Els Socialistes italians, del qual en fou el líder durant un temps. El partit va fer part de la coalició de centre-esquerra L'Unione, i finalment va fusionar amb el refundat Partito Socialista el 2007.
El 2006-2008 va fer part del segon govern de Romano Prodi com a sots-secretari d'Afers Estrangers, delegat de les relacions amb les Nacions Unides.
Bobo Craxi va ser candidat del PSI al Consell Regional de Lazio el 2010 i al Senat dins 2013, però en ambdues ocasions no va ser elegit.